# Central European Media Enterprises
Die Central European Media Enterprises Ltd. (CME) ist eine Medienholding, die Fernseh- und Rundfunksender in sechs mittel- und südosteuropäischen Staaten besitzt. Das Unternehmen wurde 1994 vom US-Unternehmer Ronald Lauder gegründet und hat seine Zentrale in Prag.

## Geschichte

### Gründung
Der US-Unternehmer Ronald Lauder, dessen Familie aus Ungarn vor den Nazi flüchten musste und der 1986–1987 US-Botschafter in Österreich war, gründete 1991 zusammen mit Mark Palmer, der von 1986 bis 1990 US-Botschafter in Ungarn gewesen war, die Central European Development Corporation, den Vorläufer von CME. Im Februar 1994, nach einem längeren Bieterwettbewerb um die Sendelizenz, ging TV Nova, der erste Sender von CME, in Tschechien auf Sendung.

### Anteilsbeteiligungen und Verkauf
Der ukrainische Milliardär Ihor Kolomojskyj beteiligte sich 2008 mit drei Prozent an Central European Media Enterprises.
Seit 2009 ist Time Warner mit 31 % an Central European Media Enterprises beteiligt. Für den Anteil zahlte Time Warner 241,5 Millionen Dollar. 2011 stockte Time Warner seinen Anteil auf 34,4 Prozent auf. Damit erreichte Time Warner einen Stimmrechtsanteil von 47 Prozent. Central European Media Enterprises vollzog seine Put-Option an Time Warner am 3. Juli 2012. Somit erhöhte sich der Anteil von Time Warner auf 49,9 Prozent.
Die Sender in Bulgarien sind in der bTV Media Group zusammengefasst.
2018 verkaufte CME sämtlicher seiner kroatischen Sender für 86,4 Millionen Euro.
Im Oktober 2019 wurde angekündigt, dass CME an die PPF Group verkauft werden soll. Bis zur Übernahme durch die PPF Group war die Firma im NASDAQ und der Prager Börse unter dem Tickersymbol „CETV“ gelistet.
Im Februar 2022 kaufte CME von der RTL Group für €50 Millionen den Geschäftsbereich RTL Croatia (betreibt unter anderem die frei empfangbaren Sender RTL Televizija, RTL 2 und RTL Kockica sowie verschiedene PayTV- und Digital-Angebote).
CME hat seinen Firmensitz auf den Bermudas.

## Liste der TV- und Hörfunksender in Besitz von CME
| Bulgarien                                                          | Kroatien | Rumänien                                                                                           | Slowakei                                                                                             | Slowenien                                          | Tschechien                                                                            |
| TV                                                                 | TV | TV                                                                                                 | TV                                                                                                   | TV                                                 | TV                                                                                    |
| ------------------------------------------------------------------ | --- | -------------------------------------------------------------------------------------------------- | --- | -------------------------------------------------- | ------------------------------------------------------------------------------------- |
| - bTV - bTV Action - bTV Cinema - bTV Comedy - bTV Story - Ring.BG | - RTL Televizija - RTL 2 Hrvatska - RTL Croatia World - RTL Kockica - RTL Adria - RTL Living Croatia - RTL Crime Croatia - RTL Passion Croatia | - Acasă TV - Acasa Gold - Pro TV - Pro Arena - Pro Cinema - Pro TV Chisinau - Pro TV International | - TV Markíza - Markíza Doma - Markíza Dajto - Markíza Krimi - Markíza Klasik - Markíza International | - Kanal A - Pop TV - POP BRIO - POP KINO - POP OTO | - TV Nova - Nova Action - Nova Cinema - Nova Fun - Nova Gold - Nova Lady - Nova Sport |
| Hörfunk                                                            | | | |                                                    |                                                                                       |
| - bTV Radio - Classic FM - Melody Radio - N-JOY - Z-Rock - Jazz FM | | - Music FM - PRO.FM - PRO.FM Dance                                                                 | |                                                    |                                                                                       |